# الکساندر گولیکوف
الکساندر گولیکوف (روسی: Александр Николаевич Голиков؛ زادهٔ ۲۶ نوامبر ۱۹۵۲) بازیکن هاکی روی یخ اهل روسیه است.